# Јакишница
Јакишница је насељено место у граду Новаља, на острву Паг, Личко-сењска жупанија, Хрватска.

## Историја
До територијалне реорганизације у Хрватској био је у саставу старе општине Паг. Као самостално насеље Јакишница постоји од пописа 2021. године. Настао је издвајањем дела насеља Лун.

## Становништво
Према првим прелиминарним резултатима пописа становништва 2021. Јакишница је имала 125 становника.
| Број становника према пописима |
| ------------------------------ |
| 2021                           |
| 125                            |

Напомена: На попису становништва 2021. настало је издвајањем дела насеља Лун. Подаци од 1857. до 2011. садржане су у насељу Лун.